# Böttchergäßchen
Das Böttchergäßchen ist eine kurze Verbindungsstraße im nördlichen Teil der Leipziger Innenstadt. Nach fast 60-jähriger Unterbrechung existiert es seit 2002 wieder. 

## Beschreibung
Das 108 Meter lange Böttchergäßchen verläuft in West-Ost-Richtung als Einbahnstraße zwischen der Katharinenstraße und der Reichsstraße. Die knapp sechs Meter breite Fahrbahn wird von Gehwegen begleitet, wobei der südliche nach Osten breiter wird.
Bebaut ist das Böttchergäßchen im Norden mit zwei der vier das Museum der bildenden Künste umgebenden Winkelbauten, von denen der östliche das Haus Böttchergäßchen des Stadtgeschichtlichen Museums Leipzig ist und der westliche zum Böttchergäßchen hin Einzelhandelsgeschäfte und Wohnungen enthält. Das Böttchergäßchen bildet die Südgrenze des neu entstandenen Museumsquartiers. Südlich des Böttchergäßchens steht der Anfang der 1960er Jahre entstandene sechsgeschossige Vierflügel-Wohnblock mit der Pinguin-Milchbar.

## Geschichte

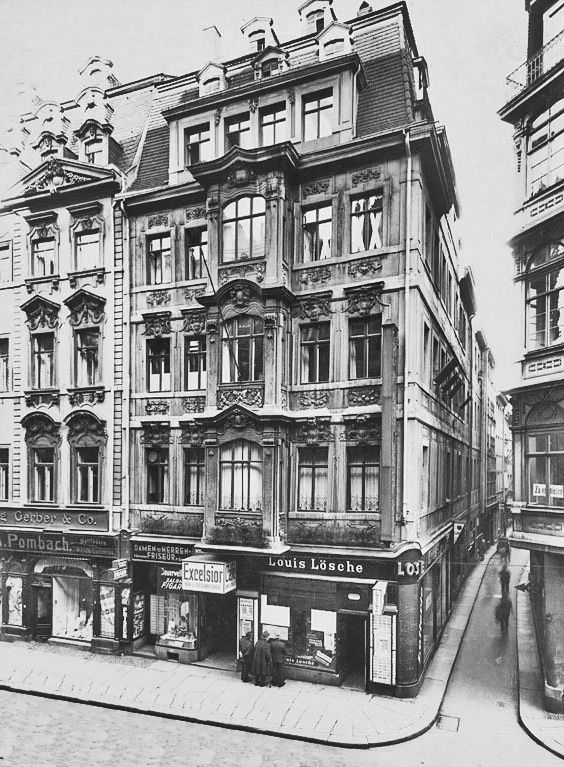
Eingang Böttchergäßchen von der Katharinenstraße (1920)

In dieser Gasse hatten ehemals die Böttcher, die sich bereits 1456 zu einer festen Gemeinschaft zusammenschlossen, ihre Wohnungen und Werkstätten sowie ihr Zunfthaus. Sie waren zum einen für die Messe wichtig, da viele Güter in Fässern transportiert wurden, aber auch für die „Röhrenfahrt“, ein System von Wasserleitungsröhren aus Holz zur Verteilung des Wassers aus den Wasserkünsten.
Jedoch ist bereits im Adressbuch von Leipzig von 1863, das erstmals auch ein Straßenverzeichnis enthielt, im Böttchergäßchen kein Böttcher mehr verzeichnet.
Beim Luftangriff auf Leipzig vom 4. Dezember 1943 wurden alle Häuser am Böttchergäßchen bis auf das Eckhaus Katharinenstraße 12 zerstört, das Anfang der 1960er Jahre zum Bau der Vierflügel-Wohnanlage abgerissen wurde. Es gab ab 1943 keine Adresse Böttchergäßchen mehr. Der Bereich blieb Brache bis zur Anlage des Sachsenplatzes 1969, in den der Bereich des Böttchergäßchens einbezogen wurde.
1999 begann auf dem nun ehemaligen Sachsenplatz der Neubau des Museums der bildenden Künste mit den späteren Winkeleinfassungen. In diesem Zusammenhang wurde das Böttchergäßchen wieder angelegt, allerdings 20 Meter südlicher. 2002 erhielt es an neuer Stelle seinen alten Namen.